# Llibre d'estil
|  | Pel llibre d'estil de la Viquipèdia, vegeu Viquipèdia:Llibre d'estil |

Un llibre d'estil és un document en què es fixen una sèrie de normes o pautes lingüístiques per unificar l'estil de les comunicacions en una empresa o una institució.
La implementació d'un llibre d'estil permet publicar seguint una uniformitat d'estil. Els llibres d'estil són freqüents en l'ús general i especialitzat, en mitjans escrits, orals i gràfics. També per publicacions d'estudiants i acadèmics de diverses disciplines com la medicina, el periodisme, el govern, les empreses i la indústria.
El llibre d'estil es compon tant de normes lingüístiques, com d'estil, perquè el missatge sigui més coherent, eficaç i correcte. En aquest tipus d'obres solen incloure informacions de qüestions lingüístiques (normes ortogràfiques i gramaticals i principals de dubtes i errors de redacció), qüestions de tipus ètic i deontològic (principis ètics que es relacionen amb la línia editorial del mitjà) i qüestions de naturalesa professional (tipografia, ús de titulars, ús d'imatges…)
Els llibres d'estil estableixen regles com ara l'ús de la tipografia i l'ortografia. El principal objectiu és dotar la publicació d'uns criteris homogenis i consistents al llarg de les diferents parts de la publicació i del temps. Són normes per als redactors de la publicació.
Alguns manuals d'estil se centren en el disseny gràfic com els manuals gràfics, i abasten tòpics com ara la tipografia, els colors i espais en blanc. Els manuals d'estil de llocs webs en canvi, se centren en els aspectes tècnics i visuals de la publicació, la prosa, ús correcte del llenguatge, la gramàtica, la puntuació, l'ortografia, i l'estètica. L'estricta aplicació dels reglaments del manual d'estil proporciona uniformitat en l'estil i el format d'un document.